# Circuito Brasileiro de Voleibol de Praia Masculino Sub-19 de 2019
O Circuito Brasileiro de Voleibol de Praia Sub-19 de 2019, também chamado de Circuito Banco do Brasil de Vôlei de Praia Sub-19, foi a décima sexta edição da principal competição nacional de Vôlei de Praia na categoria Sub-19 na variante masculina, iniciado em 14 de fevereiro de 2019.

## Resultados

### Circuito Sub-19
| Evento                                                               | Ouro                                 | Prata                             | Bronze                               | Quarto lugar                         |
| 1ª Etapa Fortaleza, Ceará 14 a 17 de fevereiro de 2019.              | Thiego Damásio Pablo Henrique Acioly | Diego Evangelista Pablo Batista   | Gabriel Zuliani Patrick Miranda      | Euller Augusto Samuel Bello          |
| 2ª Etapa Jaboatão dos Guararapes, Pernambuco 3 a 6 de junho de 2019. | Gustavo Nishijima Gabriel Bieler     | Nicolas Simão Patrick Miranda     | Lucas Coelho João Pedro              | Thiego Damásio Pablo Henrique Acioly |
| 3ª Etapa Cabo Frio, Rio de Janeiro 1 a 4 de julho de 2019.           | Gabriel Zuliani Patrick Miranda      | Diego Evangelista Mateus de Paula | Thiego Damásio Pablo Henrique Acioly | Lucas Coelho João Pedro              |